# チチカステナンゴ (競走馬)
チチカステナンゴ (Chichicastenango) とはフランスで生産された競走馬および種牡馬である。馬名の由来はグアテマラの町チチカステナンゴ。

## 戦績
2歳時の2000年5月に競走馬としてのデビュー戦を迎え、ティエリ・テュリエが騎乗したが6着だった。その後デビュー5戦目のサムライ賞を制して初勝利を挙げた。次走は2着だったものの、重賞初挑戦となったトーマスブライアン賞 (G3) ではアラン・ジャンクの騎乗により勝利を挙げた。以後引退するまでジャンクが騎乗することになる。
3歳時の2001年は、準重賞で4着、グレフュール賞 (G2) で3着となって迎えたG1競走初挑戦のリュパン賞にて、アナバーブルーを2着に抑えて勝利を挙げた。続くジョッケクルブ賞では、アナバーブルーに敗れて2着だった。次に出走したパリ大賞を制してG1競走2勝目を挙げたが、その後はジャックルマロワ賞で4着、ニエル賞で3着となったのを最後に競走馬を引退した。

## 引退後
2003年よりフランスのヴィクトー牧場で種牡馬となり、翌2004年に初年度産駒が誕生した。種牡馬としてあまり期待されたスタートではなかったものの、2005年に誕生した2世代目の産駒のヴィジョンデタが自身の勝てなかったジョッケクルブ賞を2008年に制すなど活躍馬を輩出した。
2008年12月15日、日本の社台スタリオンステーションが約7億円で本馬を購入したことを発表した。日本では、血統面でヘイルトゥリーズンの血が入っていないことなどからサンデーサイレンスの血が入っている牝馬と交配しやすいこともあり、ダイワスカーレットやキストゥヘヴンなど、2009年で引退した活躍馬の初年度の交配相手として人気を集めた。日本で供用された3年間、毎年150頭前後に種付けを行った。日本産の重賞勝ち馬はいないが、白富士ステークス勝ちのケツァルテナンゴなど数頭のオープン競走勝ち馬と、NHKマイルカップ3着のキングズオブザサンを出した。
2011年末、便秘による疝痛を発症。社台ホースクリニックで開腹手術を受け療養していたが、2012年1月13日に急死した。

## 主な産駒
- 2004年生
  - チチクレイジー Chichi Creasy（フォンテンブロー賞[1][2]）
  - * チナンデガ（レゼルヴォワール賞[1]）
- 2005年生
  - ヴィジョンデタ Vision d'Etat（ジョッケクルブ賞[1][2]、ガネー賞、プリンスオブウェールズステークス、香港カップ、ニエル賞）
  - ブレク Blek （モーリスドニュイユ賞[2]）
- 2009年生
  - サオノワ Saonois（ジョッケクルブ賞、フォルス賞、ニエル賞）

## 血統表
| チチカステナンゴの血統フォルティノ系／Northern Dancer 3×4=18.75%（母内） | チチカステナンゴの血統フォルティノ系／Northern Dancer 3×4=18.75%（母内） | チチカステナンゴの血統フォルティノ系／Northern Dancer 3×4=18.75%（母内） | （血統表の出典）  | （血統表の出典） |
| 父 Smadoun 1990 芦毛                                                     | 父の父Kaldoun 1975 芦毛                                                  | Caro                                                                     | *フォルティノ     | *フォルティノ    |
| 父 Smadoun 1990 芦毛                                                     | 父の父Kaldoun 1975 芦毛                                                  | Caro                                                                     | Chambord          |                  |
| 父 Smadoun 1990 芦毛                                                     | 父の父Kaldoun 1975 芦毛                                                  | Katana                                                                   | Le Haar           | Le Haar          |
| 父 Smadoun 1990 芦毛                                                     | 父の父Kaldoun 1975 芦毛                                                  | Katana                                                                   | Embellie          |                  |
| 父 Smadoun 1990 芦毛                                                     | 父の母Mossma 1982                                                        | Tip Moss                                                                 | Luthier           | Luthier          |
| 父 Smadoun 1990 芦毛                                                     | 父の母Mossma 1982                                                        | Tip Moss                                                                 | Top Twig          |                  |
| 父 Smadoun 1990 芦毛                                                     | 父の母Mossma 1982                                                        | Ticma                                                                    | Arctic Storm      | Arctic Storm     |
| 父 Smadoun 1990 芦毛                                                     | 父の母Mossma 1982                                                        | Ticma                                                                    | Tecoma            |                  |
| 母 *スマラ Smala 1993 栗毛                                               | 母の父Antheus 1982 鹿毛                                                  | Northern Dancer                                                          | Nearctic          | Nearctic         |
| 母 *スマラ Smala 1993 栗毛                                               | 母の父Antheus 1982 鹿毛                                                  | Northern Dancer                                                          | Natalma           |                  |
| 母 *スマラ Smala 1993 栗毛                                               | 母の父Antheus 1982 鹿毛                                                  | Apachee                                                                  | Sir Gaylord       | Sir Gaylord      |
| 母 *スマラ Smala 1993 栗毛                                               | 母の父Antheus 1982 鹿毛                                                  | Apachee                                                                  | Americaine        |                  |
| 母 *スマラ Smala 1993 栗毛                                               | 母の母Small Partie 1988                                                  | Fabulous Dancer                                                          | Northern Dancer   | Northern Dancer  |
| 母 *スマラ Smala 1993 栗毛                                               | 母の母Small Partie 1988                                                  | Fabulous Dancer                                                          | Last of the Line  |                  |
| 母 *スマラ Smala 1993 栗毛                                               | 母の母Small Partie 1988                                                  | Summer Parties                                                           | Vaguely Noble     | Vaguely Noble    |
| 母 *スマラ Smala 1993 栗毛                                               | 母の母Small Partie 1988                                                  | Summer Parties                                                           | Selerina F-No.2-s |                  |

- 半妹ダウンタウンブギの産駒にカズタンジャー（2025年マーキュリーカップ）